# Мілан Мазач
Мілан Мазач (словац. Milan Mazáč; нар. 22 вересня 1968, Братислава, ЧССР) — чехословацький та словацький борець вільного стилю, триразовий срібний та разовий бронзовий призер чемпіонатів Європи, учасник Олімпійських ігор.

## Життєпис
Боротьбою почав займатися з 1980 року.
Виступав за борцівський клуб «Дунайплавба» Братислава. Тренер — Любомир Логиня.

## Спортивні результати на міжнародних змаганнях

### Виступи на Олімпіадах
| Змагання                    | Збірна     | Вагова категорія           | Місце |
| --------------------------- | ---------- | -------------------------- | ----- |
| Літні Олімпійські ігри 1996 | Словаччина | вільна боротьба, до 100 кг | 15    |

### Виступи на Чемпіонатах світу
| Змагання                        | Збірна         | Вагова категорія           | Місце |
| ------------------------------- | -------------- | -------------------------- | ----- |
| Чемпіонат світу з боротьби 1990 | Чехословаччина | вільна боротьба, до 100 кг | 9     |
| Чемпіонат світу з боротьби 1991 | Чехословаччина | вільна боротьба, до 100 кг | 12    |
| Чемпіонат світу з боротьби 1993 | Словаччина     | вільна боротьба, до 100 кг | 6     |
| Чемпіонат світу з боротьби 1995 | Словаччина     | вільна боротьба, до 100 кг | 6     |
| Чемпіонат світу з боротьби 1997 | Словаччина     | вільна боротьба, до 130 кг | 12    |
| Чемпіонат світу з боротьби 1999 | Словаччина     | вільна боротьба, до 97 кг  | 14    |

### Виступи на Чемпіонатах Європи
| Змагання                         | Збірна         | Вагова категорія           | Місце  |
| -------------------------------- | -------------- | -------------------------- | ------ |
| Чемпіонат Європи з боротьби 1988 | Чехословаччина | вільна боротьба, до 90 кг  | 12     |
| Чемпіонат Європи з боротьби 1989 | Чехословаччина | вільна боротьба, до 90 кг  | 10     |
| Чемпіонат Європи з боротьби 1991 | Чехословаччина | вільна боротьба, до 100 кг | 7      |
| Чемпіонат Європи з боротьби 1992 | Чехословаччина | вільна боротьба, до 100 кг | 9      |
| Чемпіонат Європи з боротьби 1993 | Словаччина     | вільна боротьба, до 100 кг | 7      |
| Чемпіонат Європи з боротьби 1994 | Словаччина     | вільна боротьба, до 100 кг | 9      |
| Чемпіонат Європи з боротьби 1995 | Словаччина     | вільна боротьба, до 100 кг | Срібло |
| Чемпіонат Європи з боротьби 1996 | Словаччина     | вільна боротьба, до 100 кг | Срібло |
| Чемпіонат Європи з боротьби 1997 | Словаччина     | вільна боротьба, до 97 кг  | 12     |
| Чемпіонат Європи з боротьби 1998 | Словаччина     | вільна боротьба, до 130 кг | Срібло |

### Виступи на інших змаганнях
| Змагання                                                         | Збірна         | Вагова категорія           | Місце  |
| ---------------------------------------------------------------- | -------------- | -------------------------- | ------ |
| Гран-прі Німеччини з боротьби 1988                               | Чехословаччина | вільна боротьба, до 90 кг  | Бронза |
| Гран-прі Німеччини з боротьби 1993                               | Словаччина     | вільна боротьба, до 100 кг | 4      |
| Гран-прі Німеччини з боротьби 1994                               | Словаччина     | вільна боротьба, до 100 кг | Срібло |
| Гран-прі Німеччини з боротьби 1996                               | Словаччина     | вільна боротьба, до 100 кг | 6      |
| Олімпійський кваліфікаційний турнір з боротьби 2000 (Мінськ)     | Словаччина     | вільна боротьба, до 97 кг  | 11     |
| Олімпійський кваліфікаційний турнір з боротьби 2000 (Лейпциг)    | Словаччина     | вільна боротьба, до 97 кг  | 5      |
| Олімпійський кваліфікаційний турнір з боротьби 2000 (Токіо)      | Словаччина     | вільна боротьба, до 97 кг  | 5      |
| Олімпійський кваліфікаційний турнір з боротьби 2000 (Мехіко)     | Словаччина     | вільна боротьба, до 97 кг  | 9      |
| Олімпійський кваліфікаційний турнір з боротьби 2004 (Братислава) | Словаччина     | вільна боротьба, до 120 кг | 16     |
| Олімпійський кваліфікаційний турнір з боротьби 2004 (Софія)      | Словаччина     | вільна боротьба, до 120 кг | 8      |

### Виступи на змаганнях молодших вікових груп
| Змагання                                      | Збірна         | Вагова категорія          | Місце |
| --------------------------------------------- | -------------- | ------------------------- | ----- |
| Чемпіонат світу з боротьби серед юніорів 1986 | Чехословаччина | вільна боротьба, до 87 кг | 4     |
| Чемпіонат світу з боротьби серед юніорів 1986 | Чехословаччина | вільна боротьба, до 87 кг | 4     |
| Чемпіонат Європи з боротьби серед молоді 1988 | Чехословаччина | вільна боротьба, до 90 кг | 4     |